# Vackermyrtjärnen (Ströms socken, Jämtland)
Vackermyrtjärnen är en sjö i Strömsunds kommun i Jämtland och ingår i Ångermanälvens huvudavrinningsområde.